# Homothecium
Homothecium is een geslacht van korstmossen behorend tot de familie Pannariaceae. Het geslacht werd beschreven door de lichenoloog Abramo Bartolommeo Massalongo en in 1853 voor het eerst geldig gepubliceerd.

## Soorten
Volgens Index Fungorum bevat het geslacht vijf soorten (peildatum januari 2022):
| Soortnaam               | Auteur(s)          | Publicatiejaar |
| ----------------------- | ------------------ | -------------- |
| Homothecium chilense    | (Räsänen) Henssen  | 1965           |
| Homothecium intermedium | Henssen            | 1979           |
| Homothecium opulentum   | (Mont.) A. Massal. | 1853           |
| Homothecium patagonicum | (Räsänen) Henssen  | 1965           |
| Homothecium sorediosum  | Henssen            | 1979           |